# 羅伯特·科赫研究所
羅伯特·科赫研究所（德語：Robert Koch Institut，缩写：RKI, RKI德語ⓘ）是德国联邦政府机构和研究机构，负责疾病控制和预防，位于柏林和韦尼格罗德。为联邦高级机构，隶属于联邦卫生部。作為公共衛生機構（聯邦傳染病和非傳染病研究所），它關注普通民眾的健康，並且是德意志聯邦共和國的中央研究機構。该研究所成立于1891年，以创始人、现代细菌学的创始人和诺贝尔奖获得者罗伯特·科赫的名字命名。

## 任務
羅伯特·科赫研究所監督公共衛生。 其核心任務包括在德國檢測，預防，和抵抗傳染病和非傳染性疾病。 該研究所向專業公眾和政府提供建議，例如 預防和應對傳染病暴發，例如2019冠状病毒病疫情，2009年的豬流感大流行和2011年O104:H4型大腸桿菌疫情暴發。該研究所還負責德國的健康監測和健康報告，涵蓋非傳染性疾病：在大型監測研究中，羅伯特·科赫研究所監測德國成人和兒童的健康狀況。
羅伯特·科赫研究所的工作人員參與了各種國際研究項目和計劃，幫助解決了緊迫的公共衛生問題，例如2011年西非的埃博拉疫情。羅伯特·科赫研究所還與歐洲疾病預防控制中心（ECDC）和世界衛生組織（WHO）等國際合作夥伴緊密合作。 該研究所擁有兩個世衛組織參考實驗室（脊髓灰質炎和麻疹/風疹），自2016年以來一直是世衛組織新發感染和生物威脅合作中心。 羅伯特·科赫研究所是德國唯一在人類醫學領域擁有BSL-4實驗室的聯邦機構（該實驗室於2015年開放，並於2018年夏季全面投入運營）。

## 結構與方向
第一任主任羅伯特·科赫領導該研究所長達13年。 弗雷德·諾伊費爾德和喬治·亨內伯格分別在該研究所的管理層任職18年和17年。 自2015年3月1日起，現任主任一直是獸醫和微生物學家洛塔尔·威勒。
羅伯特·科赫研究所在柏林設有總部和另外兩個地點（Nordufer，Seestraße，General-Pape-Straße）以及韋尼格羅德/哈爾茨地區的一個地點。
該研究所由以下部門組成：
- 傳染病科
- 流行病學與健康報告部
- 感染流行病學系
- 生物危害和特殊病原體研究中心
- 方法開發和研究基礎設施
- 項目組（免疫防禦機制，鮑曼不動桿菌，新型人畜共患病，傳染病的流行病學模型，沙門氏菌和彎曲桿菌的致病因子）
- 初級研究小組（微生物基因組學，微生物病原體的代謝）
- 全球衛生與生物安全
- 根據《幹細胞法》進行招生的招生辦公室
- 管理區和中央行政
- 新聞、公共關係
- 研究協調

羅伯特·科赫研究所是各種科學期刊的（共同）編輯，包括《流行病學公告》(Epidemiologisches Bulletin)，《健康監測雜誌》(Journal of Health Monitoring)和《聯邦健康公報》(Bundesgesundheitsblatt)。該研究所設有各種國家參考中心，諮詢實驗室和科學委員會，包括常設疫苗接種委員會（STIKO）和醫院衛生與感染預防委員會（KRINKO）。
博物館介紹了羅伯特·科赫的生活和工作以及今天的研究所，該博物館位於諾德費爾（Nordufer）地址的主樓內，從星期一至星期五對遊客開放。也可以參觀羅伯特·科赫的陵墓。

### 員工
截至2016年，羅伯特·科赫研究所擁有約1,100名員工，其中包括約450名科學家，其中包括博士生和受訓者。 大約有450名臨時僱員。 大約有320個兼職工作。

## 歷史

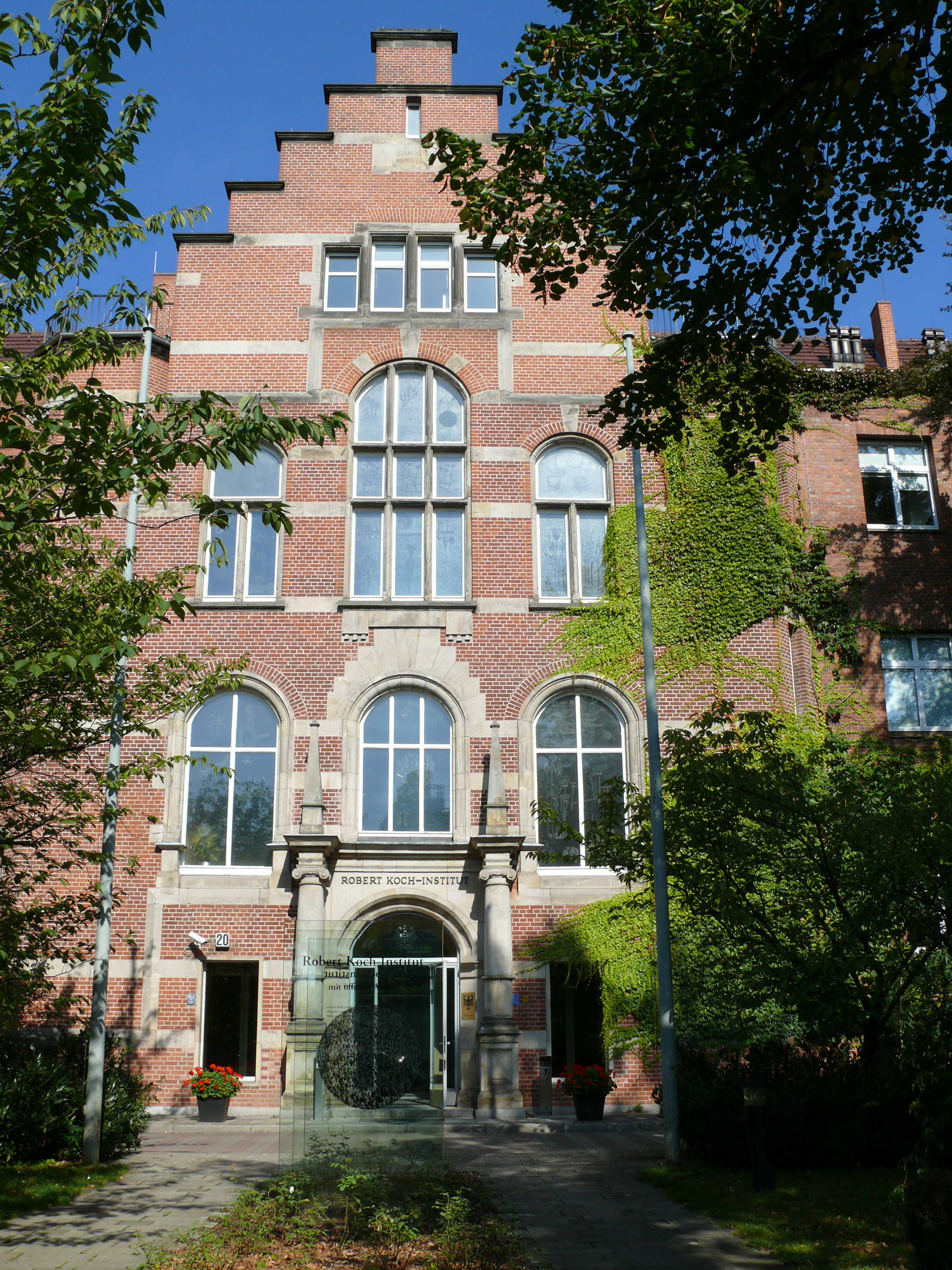
在柏林威丁諾德費爾的總部正門

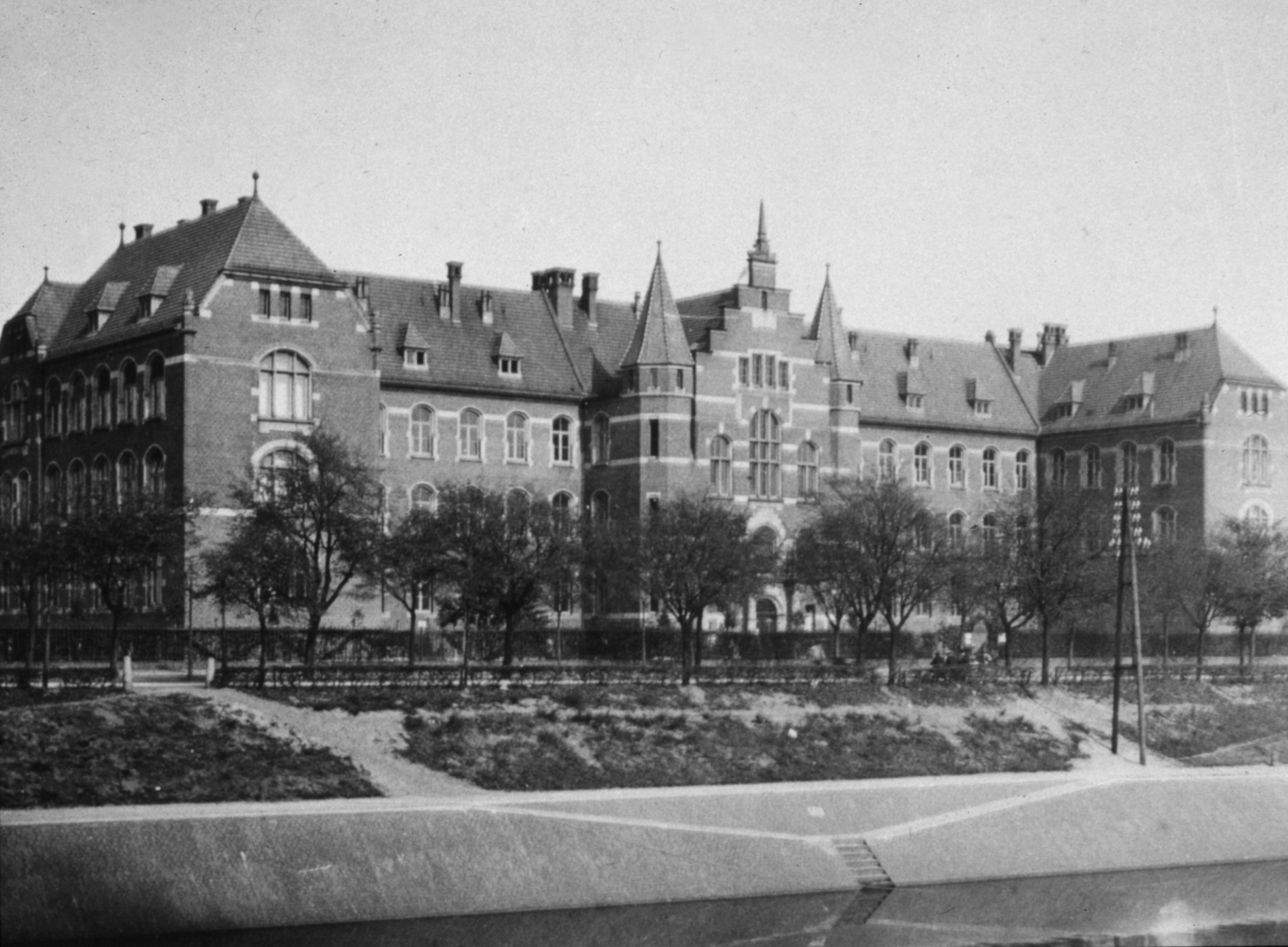
皇家普魯士傳染病研究所（1900年）

自1887年以來，普魯士王國曾考慮建立一個獨立的研究和抗擊傳染病的機構。 1890年在柏林召開的第10屆國際醫學大會是決定性因素，1891年7月1日成立了“皇家普魯士傳染病研究所”，該研究所設有科學和實驗部門以及臨床部門。該研究所由後來的諾貝爾獎獲得者羅伯特·科赫領導，直到1904年。他的第一批員工格奧爾格·加夫基和弗里德里希·洛夫勒是他後來的任職者。 1897年，在北岸為新建築奠基，該建築可在1900年夏天搬入。在同一時期，於1906年開業的鲁道夫·菲尔绍醫院就建在不遠的地方。在羅伯特·科赫的建議下，在這裡成立了一個感染部門，該部門由一名醫生領導，他也是科赫研究所的一名僱員。 “科學”和“醫學部門”之間的分離基本原則得到保留。 “狂犬病”（Wutschutz）和其他新部門帶來了進一步的合作。 1912年，在發現結核桿菌30週年之際，該研究所名称又增加了“羅伯特·科赫”，在第一次世界大戰後，“皇家”的名稱消失了，並更名為“羅伯特·科赫普魯士傳染病研究所”。 至今，該建築仍是羅伯特·科赫研究所的總部。

### 在冠状病毒病危機中的作用
根據其作為上級聯邦政府的角色，羅伯特·科赫研究所在持續記錄2019冠状病毒病疫情傳播的當前狀況（尤其是在德國），評估所有可用信息，對德國人口進行有關2019冠状病毒病疫情的風險評估，並向專業人士提出建議。
在2020年，該研究所負責發布接觸者追踪智能手機應用程序，作為德國政府對COVID-19疫情的回應。

## 研究
該研究所發表了一項名為KiGGS的研究，該研究於2003年至2006年進行，通過收集每個孩子的1,500數據，對國家的2,000萬數據進行了詳細分析，詳細分析了代表整個國家人口的17,461名兒童的健康狀況。社會和家庭環境，他們的血液和尿液檢查，他們的疫苗接種狀況，以便確定德國人的健康狀況。

## 陵墓和博物館

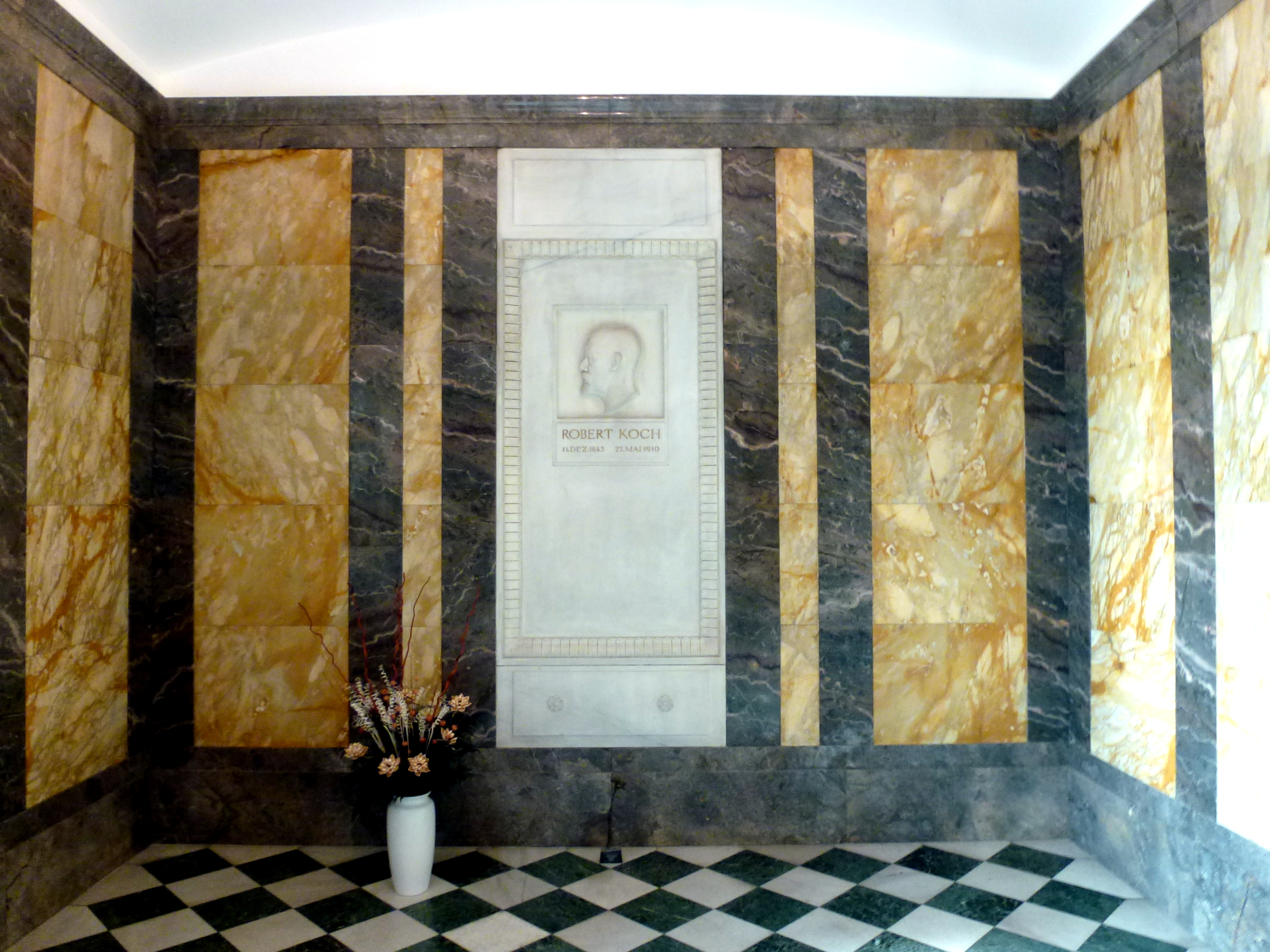
羅伯特·科赫研究所陵墓：墓誌銘刻有羅伯特·科赫的畫像

在科赫於1910年5月27日去世後，建築師保羅·梅夫斯為他準備了一座陵墓，位於最初用於攝影部門的實驗室大樓西南一層禮堂對面。 墓碑的雕刻由雕刻家沃爾特·施馬里處理。 1910年12月4日，當科赫一家人在場時，一個裝有科赫骨灰的銅墓被奉獻在那裡，並於12月10日開放。在房間的東側，在“羅伯特·科赫-工作和活動”標題下，顯示了有關他的研究工作結果的基本數據。 科赫的葬禮之所以能夠在研究所大樓裡舉行，是因為當時普魯士尚無關於埋葬骨灰放置複雜的有關的法律。 
關於羅伯特·科赫生活和工作的陵墓及附屬博物館以及該研究所目前的工作向公眾開放。 在經過與柏林自然歷史博物館合作進行了大約兩年的重新設計和擴建之後，陵墓及其附屬博物館於2017年11月30日重新開放。

## 著名人物
- 罗伯特·科赫（1843-1919），德國醫師和微生物學家。 1905年諾貝爾醫學或生理學獎。
- 保罗·埃尔利希（1854–1915），諾貝爾獎獲得者。
- 埃米尔·阿道夫·冯·贝林（1854–1917），德國生理學家。 1901年獲得第一屆諾貝爾醫學或生理學獎。

## 地點

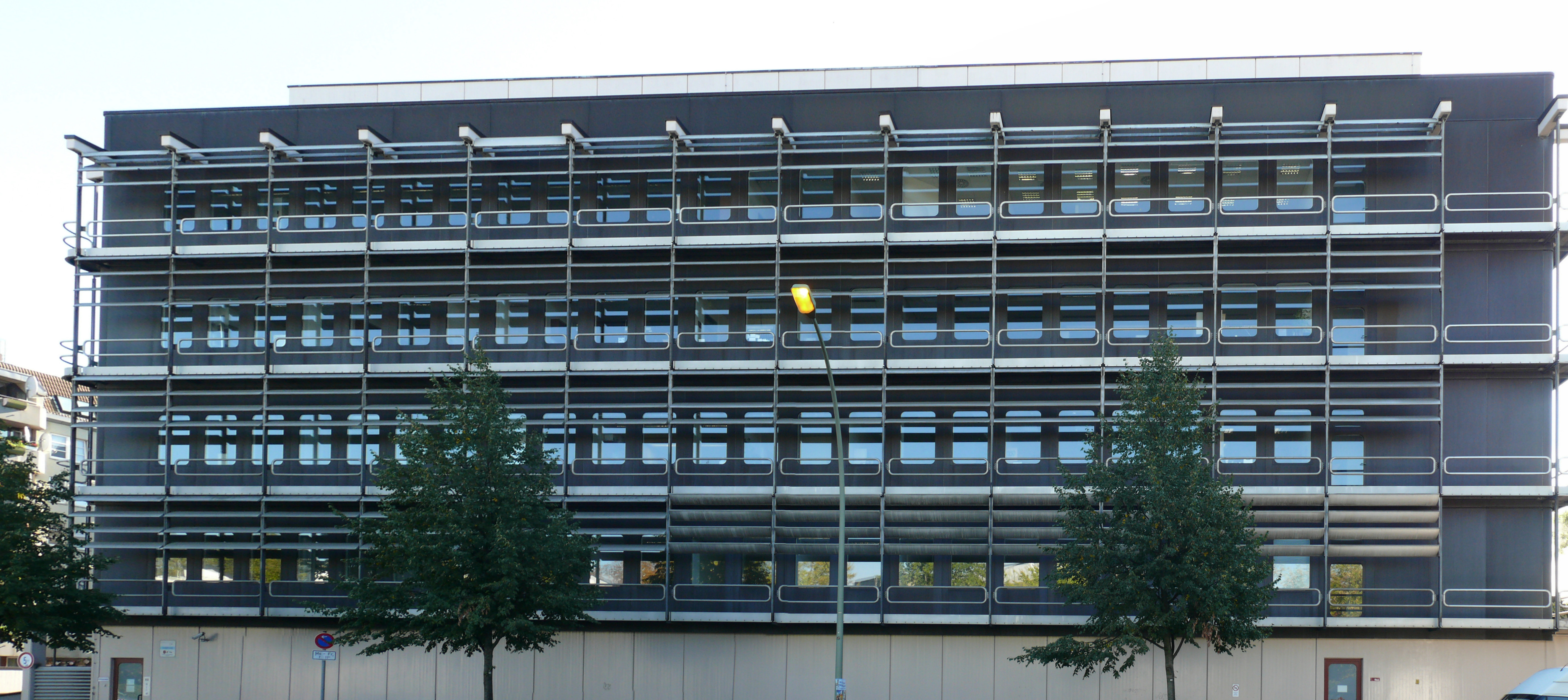
羅伯特·科赫研究所總部

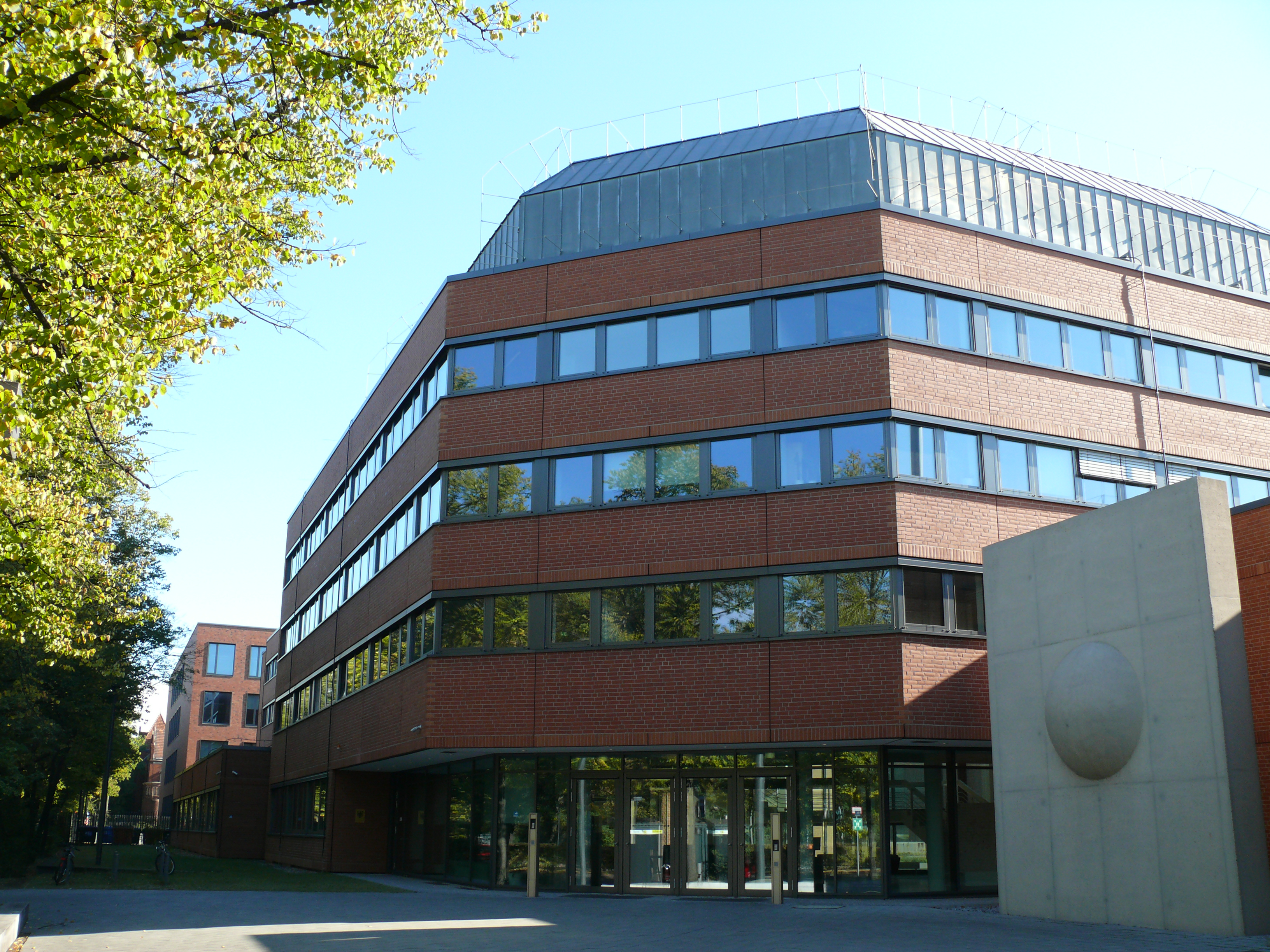
Seestraße分部

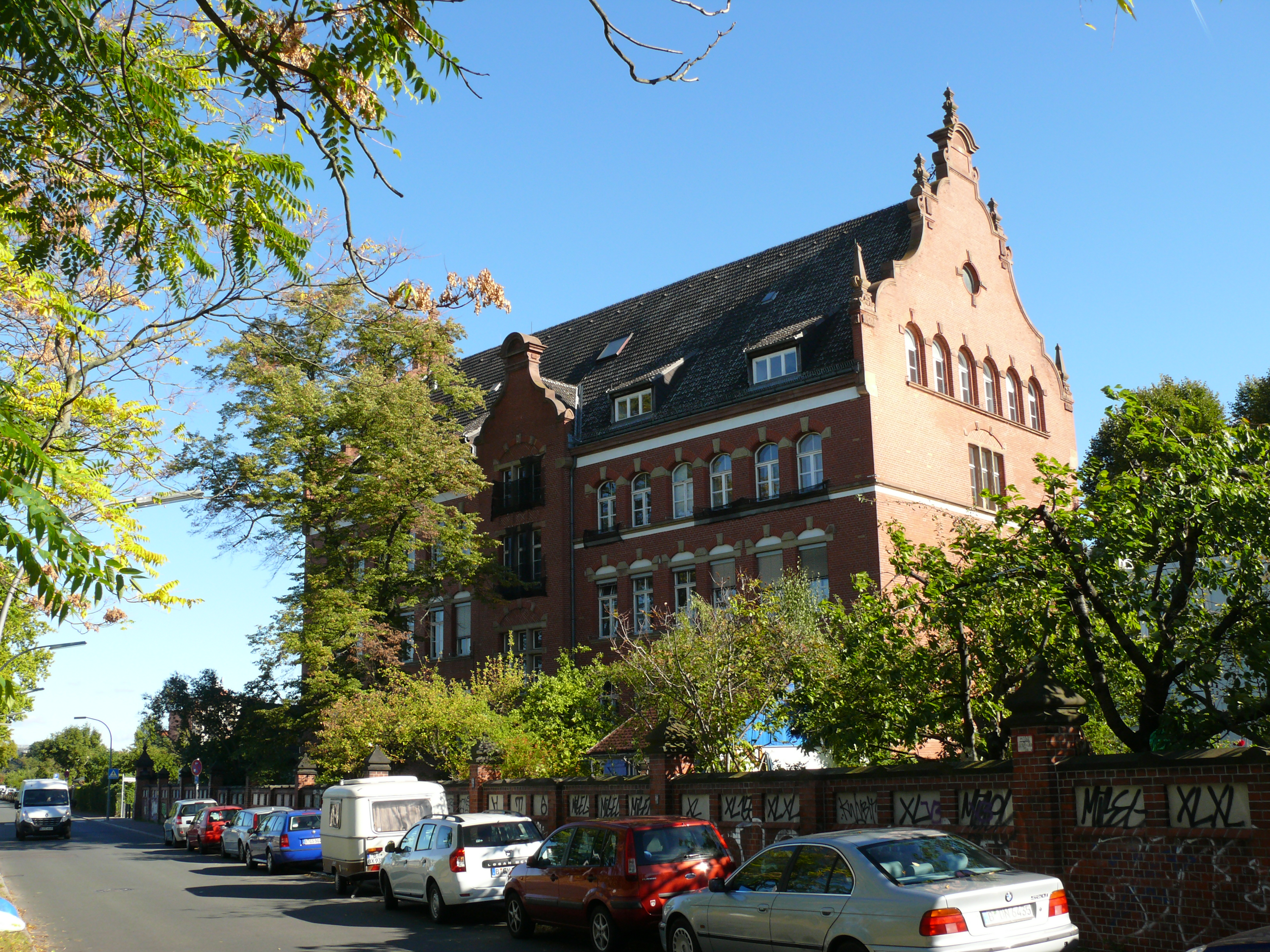
General-Pape-Straße分部

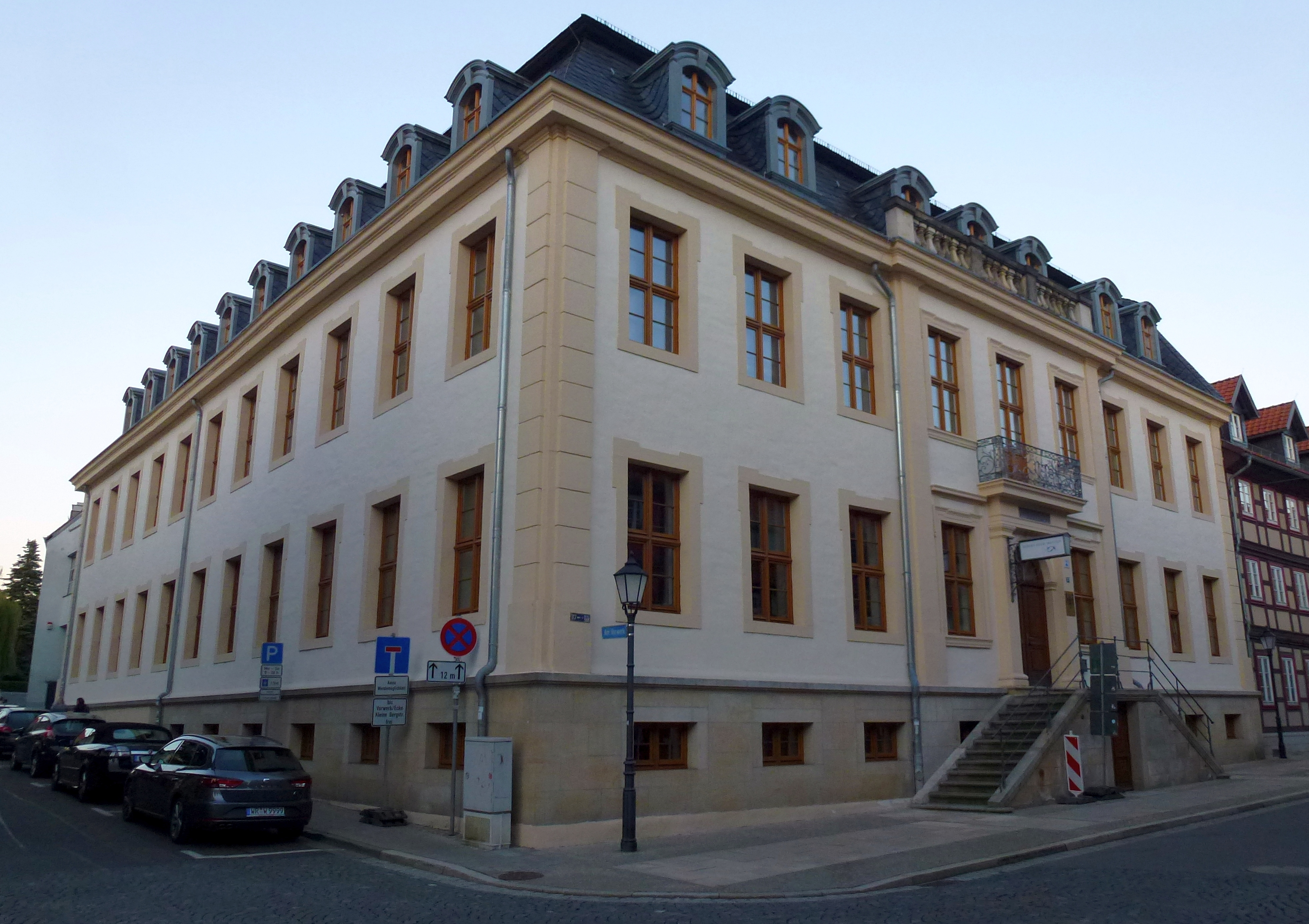
韋尼格羅德分部

### 諾德費爾總部地點
該研究所的總部位於列入遺產名錄的Nordwoofer大樓內(Standort Nordufer)，靠近Charite Pirhyo醫院校園。 它建於1900年，是研究所的領導層，艾滋病毒和生物信息學研究小組，行政管理部門，圖書館，羅伯特·科赫陵墓和博物館的所在地。

### Seestraße地點
2015年2月3日，經過翻新的建築群以及位於Seestraße 10的新實驗室和辦公大樓開放(Standort Seestraße)，總理安格拉·默克爾，衛生部長赫爾曼·格羅厄和環境部長芭芭拉·亨德里克斯在場。 大多數研究實驗室都位於這裡，包括新建立的生物安全4級實驗室(BSL-4)。 IT部門等中央設施也位於此處。

### General-Pape-Straße地點
它最初建於1897年，是一處軍營(General-Pape-Straße軍營)建築(Standort General-Pape-Straße)，設有流行病學和健康監測部門以及該研究所的印刷辦公室。 該建築群與其他營房建築一起被列為受保護的古蹟。

### 韦尼格罗德地點
哈茨山的韦尼格罗德分支機構是一個研究機構(Standort Wernigerode)，並且是原東德細菌研究的中心，在東德和西德統一後，它改為羅伯特·科赫研究所的分支機構。 一幢建於1754年的巴洛克艺术風格建築與現代實驗室並存，它涉及細菌感染性疾病，抗生素抗性，人畜共通傳染病，常見感染，宿主-病原體相互作用，和生物信息學。 葡萄球菌和腸球菌的國家標準以及沙門氏菌和其他腸道病原體的國家標準也位於此處。

## 參阅
- 羅伯特·科赫基金會（德语：Robert-Koch-Stiftung）
- 羅伯·柯霍獎 - 德國醫學最高獎。
- 國家公共衛生機構列表（英语：List of national public health agencies）

## 外部鏈接
- （英文）官方网站 (in English)